# Johannes Ilsbodinus
Johannes Ilsbodinus, levde uppskattningsvis från slutet av 1500-talet till mitten av 1600-talet, död i Paris, var en svensk professor.
Johannes Ilsbodinus var son till domprosten i Strängnäs Mattias Georgii Ilsbodinus och Bureättlingen Birgitta Persdotter Duus, och var svåger till Petrus Steuchius. Ilsbodinus uppges ha blivit utnämnd till professor vid Uppsala universitet.
Ilsbodinus höll ett minnestal över Axel Oxenstjerna 1655 med anledning av dennes bortgång, och har därtill efterlämnat några poem på italienska och franska i andra ämnen, vilket tillhör något av den äldsta skönlitteraturen skriven av svenskar och visar dessutom på italienskans ställning i den svenska aristokratin under hans samtid. Ilsbodinus hade troligen träffat Axel Oxenstierna när fadern Mattias Ilsbodinus varit kyrkoherde i Jäders socken. Hans ärotal över den bortgångne Oxenstierna, som han höll i Gustavianum den 29 mars 1655, är en av dennes äldsta biografier och innehåller en del historiska och personliga uppgifter. Ilsbodinus höll också minnestalet över Oxenstjernas hustru Anna Bååt år 1649 i Uppsala.